# Galtellì
Galtellì (sardisk: Gartèddi) er en by og en kommune (comune) i provinsen Nuoro i regionen Sardinien i Italien. Byen ligger i 35 meters højde og har 2.434 indbyggere (2016). Kommunen har et areal på 56,53 km² og grænser til kommunerne Dorgali, Irgoli, Loculi, Lula, Onifai og Orosei.